# Saint-Pellerin
|  | Per a altres significats, vegeu «Saint-Pellerin (Eure i Loir)». |

Saint-Pellerin és un municipi francès al departament de la Mànega (regió de Normandia). L'any 2007 tenia 338 habitants.

## Demografia

### Població
El 2007 la població de fet de Saint-Pellerin era de 338 persones. Hi havia 133 famílies de les quals 28 eren unipersonals (14 homes vivint sols i 14 dones vivint soles), 47 parelles sense fills, 51 parelles amb fills i 7 famílies monoparentals amb fills.
La població ha evolucionat segons el següent gràfic:

### Habitatges
El 2007 hi havia 146 habitatges, 133 eren l'habitatge principal de la família, 5 eren segones residències i 8 estaven desocupats. 144 eren cases i 2 eren apartaments. Dels 133 habitatges principals, 120 estaven ocupats pels seus propietaris, 12 estaven llogats i ocupats pels llogaters i 1 estava cedit a títol gratuït; 5 tenien dues cambres, 11 en tenien tres, 32 en tenien quatre i 85 en tenien cinc o més. 113 habitatges disposaven pel capbaix d'una plaça de pàrquing. A 45 habitatges hi havia un automòbil i a 78 n'hi havia dos o més.

### Piràmide de població
La piràmide de població per edats i sexe el 2009 era:
| Homes | Edats   | Dones |
| ----- | ------- | ----- |
| 0     | 95 o +  | 0     |
| 0     | 90 a 94 | 0     |
| 4     | 85 a 89 | 8     |
| 0     | 80 a 84 | 0     |
| 0     | 75 a 79 | 8     |
| 12    | 70 a 74 | 8     |
| 16    | 65 a 69 | 20    |
| 12    | 60 a 64 | 4     |
| 4     | 55 a 59 | 4     |
| 8     | 50 a 54 | 12    |
| 20    | 45 a 49 | 16    |
| 4     | 40 a 44 | 8     |
| 12    | 35 a 39 | 12    |
| 8     | 30 a 34 | 16    |
| 8     | 25 a 29 | 4     |
| 20    | 20 a 24 | 4     |
| 16    | 15 a 19 | 4     |
| 12    | 10 a 14 | 16    |
| 8     | 5 a 9   | 8     |
| 8     | 0 a 4   | 12    |

## Economia
El 2007 la població en edat de treballar era de 209 persones, 161 eren actives i 48 eren inactives. De les 161 persones actives 150 estaven ocupades (77 homes i 73 dones) i 11 estaven aturades (6 homes i 5 dones). De les 48 persones inactives 21 estaven jubilades, 14 estaven estudiant i 13 estaven classificades com a «altres inactius».

### Ingressos
El 2009 a Saint-Pellerin hi havia 147 unitats fiscals que integraven 387 persones, la mediana anual d'ingressos fiscals per persona era de 16.360 €.

### Activitats econòmiques
Dels 6 establiments que hi havia el 2007, 1 era d'una empresa extractiva, 1 d'una empresa de construcció, 1 d'una empresa d'hostatgeria i restauració, 2 d'empreses de serveis i 1 d'una empresa classificada com a «altres activitats de serveis».
Dels 3 establiments de servei als particulars que hi havia el 2009, 1 era una fusteria, 1 perruqueria i 1 restaurant.
L'any 2000 a Saint-Pellerin hi havia 15 explotacions agrícoles que ocupaven un total de 234 hectàrees.

## Poblacions properes
El següent diagrama mostra les poblacions més properes.